# Kwiklamp

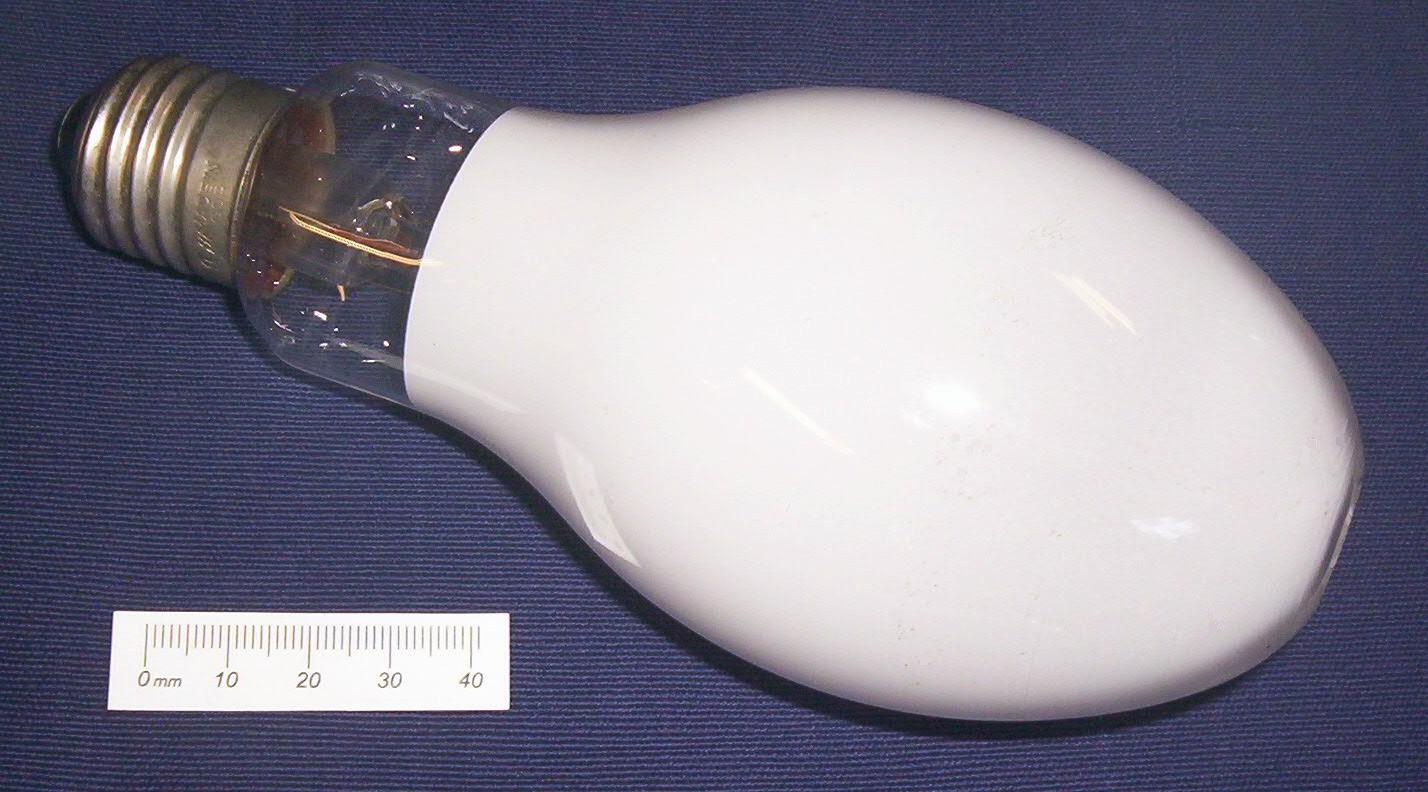
Kwiklamp

1 buitenballon met fluorescentielaag 2 hoofdelektroden 3 weerstand 4 hulpelektrode 5 ontladingsbuis 6 kwikdruppel

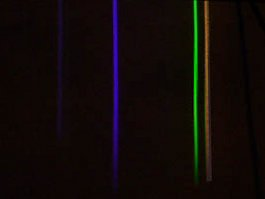
Het uitgestraalde zichtbare licht van kwikdamp onder hoge druk bestaat uit een verbreed lijnenspectrum van gele, groene, blauwe en violette straling

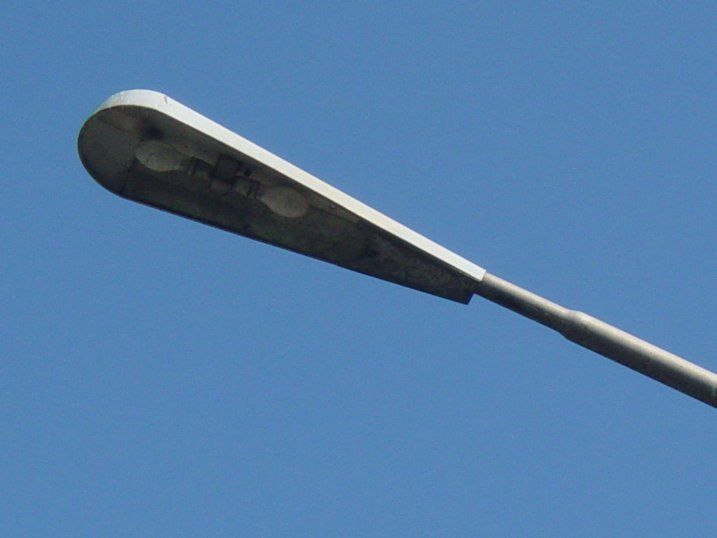
Armatuur voor straatverlichting uit de jaren 60 met kwiklampen

Een kwiklamp is een gasontladingslamp waarbij de lichtuitstraling veroorzaakt wordt door middel van kwikdamp. Met de benaming kwiklamp duidt men gewoonlijk (super)hogedrukkwiklampen aan, lagedrukkwiklampen worden meestal fluorescentielamp genoemd. Kwiklampen zijn verkrijgbaar onder de naam HPL of HPL-N.

## Constructie
De kwiklamp bestaat uit een ontladingsbuis van kwartsglas waarin de eigenlijke gasontlading plaatsvindt, en een met stikstof gevulde buitenballon van glas waarvan de binnenzijde voorzien is van een fluorescerende laag. In de ontladingsbuis zijn twee hoofdelektroden en een hulpelektrode ingesmolten. De hulpelektrode is via een voorschakelweerstand verbonden met de hoofdelektrode aan de andere kant van de buis. De ontladingsbuis is gevuld met het hulpgas argon en een kleine hoeveelheid kwik, dat in koude toestand vloeibaar is. De lamp wordt via een voorschakelapparaat op het net aangesloten, en wordt geleverd met edison-, swan- of goliathlampvoet. Dit type lamp heeft geen bepaalde brandstand en kan dus in iedere stand geplaatst worden.

## Werking
Na inschakeling treedt eerst een ontlading op in het hulpgas tussen de hulpelektrode en de dichtstbijzijnde hoofdelektrode. Vervolgens breidt de ontlading zich uit over het gehele hulpgas. De druk in de ontladingsbuis is nu nog gering. Door de ontstane warmteontwikkeling verdampt de aanwezige kwikdruppel en loopt de druk op. Na enige tijd treedt er een gasontlading  op tussen de hoofdelektroden, waarbij het verdampte kwik licht gaat uitstralen. Kwikdamp onder hoge druk zendt straling uit van het zichtbaar spectrum, en tevens enige ultraviolette straling. Het zichtbare deel bestaat uit een verbreed lijnenspectrum van gele, groene, blauwe en violette straling. De uitgezonden ultraviolette straling wordt door middel van het fluorescentiepoeder in de buitenballon, omgezet in rode straling. Door dit alles ontstaat licht met een wit karakter.

## Voorschakelapparaat
Een kwiklamp heeft een negatieve differentieweerstand. Bij de eenmaal ontstoken lamp, zal zonder ondersteunende componenten, de stroom onbeperkt toenemen door een sterke ionisatie van het gas, waardoor de lamp defect kan raken. De ontsteekspanning bedraagt circa 200 volt, zodat bij een netspanning van 230 V kan worden volstaan met een smoorspoel als stroombegrenzende en stabiliserende voorschakelinrichting. Door het plaatsen van een condensator parallel op het net wordt de cos φ gecompenseerd.

## Toepassing
De lamp wordt hoofdzakelijk toegepast voor industriële- en openbare verlichting. Door de ongevoeligheid voor lage temperatuur is hij in het bijzonder geschikt voor het verlichten van onverwarmde of koude vertrekken, zoals koelhuizen, koelcellen en vrieskamers. 
Het licht van een kwiklamp heeft, evenals dat van de natriumlamp, het bezwaar dat het in het geheel niet op daglicht lijkt, zodat alles door dit licht wordt verkleurd. Hierdoor zijn deze lichtbronnen ongeschikt voor plaatsen waar een juiste kleurweergave belangrijk is. Bij de menglichtlamp wordt het licht van de kwiklamp gecombineerd met dat van een gewone gloeidraadlamp. Bij deze lampen is in serie met de kwikontladingsbuis een gloeidraad aangebracht. Het aldus gemengde licht geeft een betere kleurweergave waardoor het geschikt is voor verlichting van onder meer grotere werkplaatsen.

## Kwartslamp
De term kwartslamp wordt wel gebruikt voor een kwiklamp waarbij het gaat om de ultraviolette straling. Deze werd of wordt gebruikt voor het detecteren van een vervalsing van een document.
argandse lamp ·
booglamp ·
carbidlamp ·
CCFL ·
davylamp ·
EEFL ·
elektrodeloze lamp ·
elektronenflitser ·
filmzon ·
flitser ·
fluorescentielamp ·
gaslicht ·
gasontladingslamp ·
gloeilamp ·
halogeenlamp ·
hefnerlamp ·
hogehelderheidsled ·
jablochkoff-kaars ·
kaars ·
kalklicht · 
knijpkat ·
kwiklamp ·
lantaarn ·
ledlamp ·
menglichtlamp ·
metaalhalidelamp ·
natriumlamp ·
neonlamp ·
nernstlamp ·
olielamp ·
petroleumlamp ·
spaarlamp ·
tl-buis ·
xenonlamp ·
zaklantaarn